# Амангельды (Уалихановский район)
Амангельды (каз. Амангелді) — село в Уалихановском районе Северо-Казахстанской области Казахстана. Административный центр Амангельдинского сельского округа. Код КАТО — 596434100.

## Население
В 1999 году население села составляло 851 человек (434 мужчины и 417 женщин). По данным переписи 2009 года, в селе проживало 293 человека (159 мужчин и 134 женщины).